# Leucotina eva
Leucotina eva is een slakkensoort uit de familie van de Amathinidae. De wetenschappelijke naam van de soort is voor het eerst geldig gepubliceerd in 1925 door Thiele.